# Helmut Klapproth
Helmut Walter Klapproth (* 9. März 1928 in Dessau; † 20. Februar 2011 in Halle (Saale)) war ein deutscher Politiker (SED). Er war Oberbürgermeister von Dessau und Vorsitzender des Rates des Bezirkes Halle (Saale).

## Leben
Der Sohn eines Zimmermanns absolvierte nach dem Besuch der Volksschule und Mittelschule von 1945 bis 1947 eine Lehre zum Maurer. Zwischen 1947 und 1949 besuchte er die Arbeiter-und-Bauern-Fakultät in Halle (Saale). 1947 trat er in die SED ein. Von 1949 bis 1953 studierte er Wirtschaftswissenschaften an der Universität Halle und an der Hochschule für Ökonomie Berlin. Er schloss sein Studium als Diplom-Wirtschaftler ab. 1953/54 war er stellvertretender Leiter der Abteilung Planung im VEB Polysius Dessau. 
Ab 1954 war er in leitenden Funktionen in Dessau tätig: von 1954 bis 1956 war er Sekretär für Wirtschaft der SED-Kreisleitung Dessau, von 1956 bis 1958 fungierte er als Direktor für Arbeit beim Waggonbau Dessau und von 1958 bis 1961 war er stellvertretender Oberbürgermeister und Vorsitzender der Plankommission im Rat der Stadt Dessau. Als Nachfolger von Maria Dank war er von 1961 bis 1963 Oberbürgermeister von Dessau. Im August 1963 wechselte er nach Halle (Saale) und wirkte bis Februar 1966 als Erster Stellvertreter des Vorsitzenden des Rates des Bezirkes Halle. Vom 4. Mai  1966 bis 7. Februar 1984 war er Vorsitzender des Rates. Ab 1963 gehörte er als Abgeordneter dem Bezirkstag Halle (Saale) und ab 1966 als Mitglied dem Sekretariat der SED-Bezirksleitung Halle (Saale) an. Vom 12. Februar 1984 bis 11. November 1989 war er schließlich Vorsitzender der Bezirksparteikontrollkommission Halle der SED.
Anfang 1990 wurde Klapproth aus der SED-PDS ausgeschlossen.

## Auszeichnungen
- Verdienstmedaille der DDR (1963)
- Vaterländischer Verdienstorden in Bronze (1968), in Silber (1974) und in Gold (1988)
- Fritz-Heckert-Medaille in Silber (1977)
- Orden Banner der Arbeit Stufe I (1978)